# A través de la oscuridad
A través de la oscuridad (título original: Love Leads the Way: A True Story) es un telefilme estadounidense de drama, historia y familiar de 1984, dirigido por Delbert Mann, escrito por Henry Denker y Jimmy Hawkins, musicalizado por Fred Karlin, en la fotografía estuvo Gary Graver y los protagonistas son Timothy Bottoms, Eva Marie Saint y Arthur Hill, entre otros. Este largometraje fue producido por A Jimmy Hawkins/David Permut Production y Walt Disney Television; se estrenó el 7 de octubre de 1984.

## Sinopsis
Un hombre que perdió la vista recientemente, se transforma en una de las primeras personas de Estados Unidos en usar un perro guía, pero tiene que pelear para suprimir los obstáculos legales que impiden su utilización.